# Bajtkowo
Bajtkowo (deutsch Baitkowen, 1938–1945 Baitenberg) ist ein Dorf in der polnischen Woiwodschaft Ermland-Masuren, das zur Gmina Ełk (Landgemeinde Lyck) im Powiat Ełcki (Kreis Lyck) gehört.

## Geographische Lage
Bajtkowo liegt am Südufer des Großen Baitkowen-Sees (1938–1945 Großer Baitenberg-See, polnisch Jezioro Bajtkowskie) im südlichen Osten der Woiwodschaft Ermland-Masuren, elf Kilometer südwestlich der Kreisstadt Ełk (Lyck).

## Geschichte
Die Gründung des seinerzeit Baykau, nach 1495 Baytken, nach 1818 Baidtkowen und bis 1938 Baitkowen genannten Dorfes erfolgte im Jahre 1493, als Ordenhochmeister Johann von Tiefen dem Paul Grabowski 40 Hufen für geleistete Kriegsdiensthilfe übertrug. Im Ort bestand ein großes Gut. Dieser Besitz gehörte über mehrere Generationen der uradeligen Familie von Kannewurff.
Am 27. Mai 1874 wurde Baitkowen Amtsdorf und damit namensgebend für einen Amtsbezirk, der – am 15. November 1938 in „Amtsbezirk Baitenberg“ umbenannt – bis 1945 bestand und zum Kreis Lyck im Regierungsbezirk Gumbinnen (ab 1905 Regierungsbezirk Allenstein) der preußischen Provinz Ostpreußen gehörte. Im Jahr 1910 verzeichnete Baitkowen als Gutsbezirk 225 Einwohner.
Aufgrund der Bestimmungen des Versailler Vertrags stimmte die Bevölkerung im Abstimmungsgebiet Allenstein, zu dem Baitkowen gehörte, am 11. Juli 1920 über die weitere staatliche Zugehörigkeit zu Ostpreußen (und damit zu Deutschland) oder den Anschluss an Polen ab. In Baitkowen stimmten 160 Einwohner für den Verbleib bei Ostpreußen, auf Polen entfielen keine Stimmen.

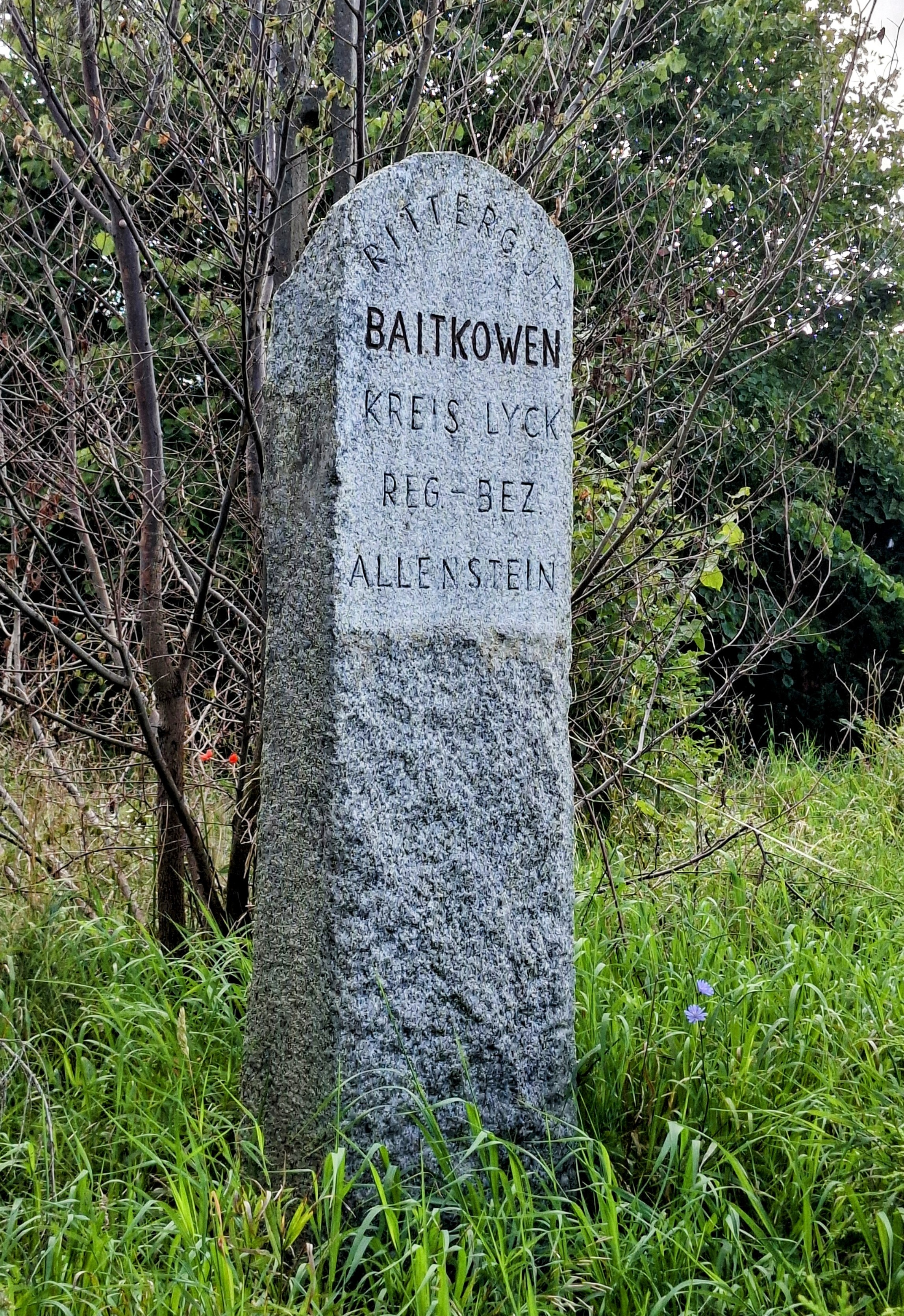
Stein vor dem ehemaligen Rittergut

Am 30. September 1928 erfolgte die Umwandlung des Gutsbezirks Baitkowen in eine Landgemeinde, ohne dass sich fiskalische, kircheliche oder privat-rechtliches Eigentum änderte; lediglich waren die Gutsbezirke juristisch nun keine eigenständigen Ortschaften mehr. Rittergutsbesitzer um 1930 war Horst von Kannewurff, sein Verwalter Emil Henseleit. Das Rittergut besaß einen Umfang von 958 ha, davon 292 ha Forsten.
Die Einwohnerzahl war bis 1933 auf 244 gestiegen und belief sich 1939 – das Dorf war am 3. Juni 1938 in „Baitenberg“ umbenannt worden – auf nur noch 209.
In Kriegsfolge kam das Dorf 1945 mit dem gesamten südlichen Ostpreußen zu Polen und erhielt die polnische Namensform „Bajtkowo“. Heute ist der Ort Sitz eines Schulzenamts (polnisch Sołectwo) und damit eine Ortschaft im Verbund der Gmina Ełk (Landgemeinde Lyck) im Powiat Ełcki (Kreis Lyck), vor 1998 der Woiwodschaft Suwałki, seitdem der Woiwodschaft Ermland-Masuren zugehörig.

### Amtsbezirk Baitkowen/Baitenberg (1874–1945)
Zum Amtsbezirk Baitkowen (ab 1938: Amtsbezirk Baitenberg) gehörten bei seiner Errichtung 15 Dörfer. Am Ende waren es aufgrund struktureller Veränderungen noch zwölf:
| Name                           | Änderungsname 1938 bis 1945 | Polnischer Name    | Bemerkungen                                        |
| ------------------------------ | --------------------------- | ------------------ | -------------------------------------------------- |
| Baitkowen                      | Baitenberg                  | Bajtkowo           |                                                    |
| Biallojohann                   | (ab 1935:) Weißhagen        | Białojany          |                                                    |
| Bzdziellen                     |                             |                    | zwischen 1888 und 1898 nach Mostolten eingemeindet |
| Cziernien                      | (ab 1929:) Dorntal          | Ciernie            |                                                    |
| Karbowsken                     | Siegersfeld                 | Karbowskie         |                                                    |
| Mostolten                      |                             | Mostołty           |                                                    |
| Niekrassen                     | Krassau                     | Niekrasy           |                                                    |
| Romanken                       | Maihof (Ostpr.)             | Romanki            |                                                    |
| Rostken (Kirchspiel Baitkowen) | Waiblingen (Ostpr.)         | Rostki Bajtkowskie |                                                    |
| Rymken                         | Riemken                     | Rymki              | 1928 nach Sdeden eingemeindet                      |
| Schnepien                      | Schnippen                   | Śniepie            |                                                    |
| Sdeden                         | Stettenbach                 | Zdedy              |                                                    |
| Sutzken                        | (ab 1934:) Morgengrund      | Suczki             |                                                    |
| Talken                         |                             | Talki              |                                                    |
| Tratzen                        | Trabenau                    | Tracze             | 1928 nach Karbowsken eingemeindet                  |

Am 1. Januar 1945 bildeten den Amtsbezirk Baitenberg die Orte: Baitenberg, Dorntal, Krassau, Maihof, Morgengrund, Mostolten, Schnippen, Siegersfeld, Stettenbach, Talken, Waiblingen und Weißhagen.

## Religionen

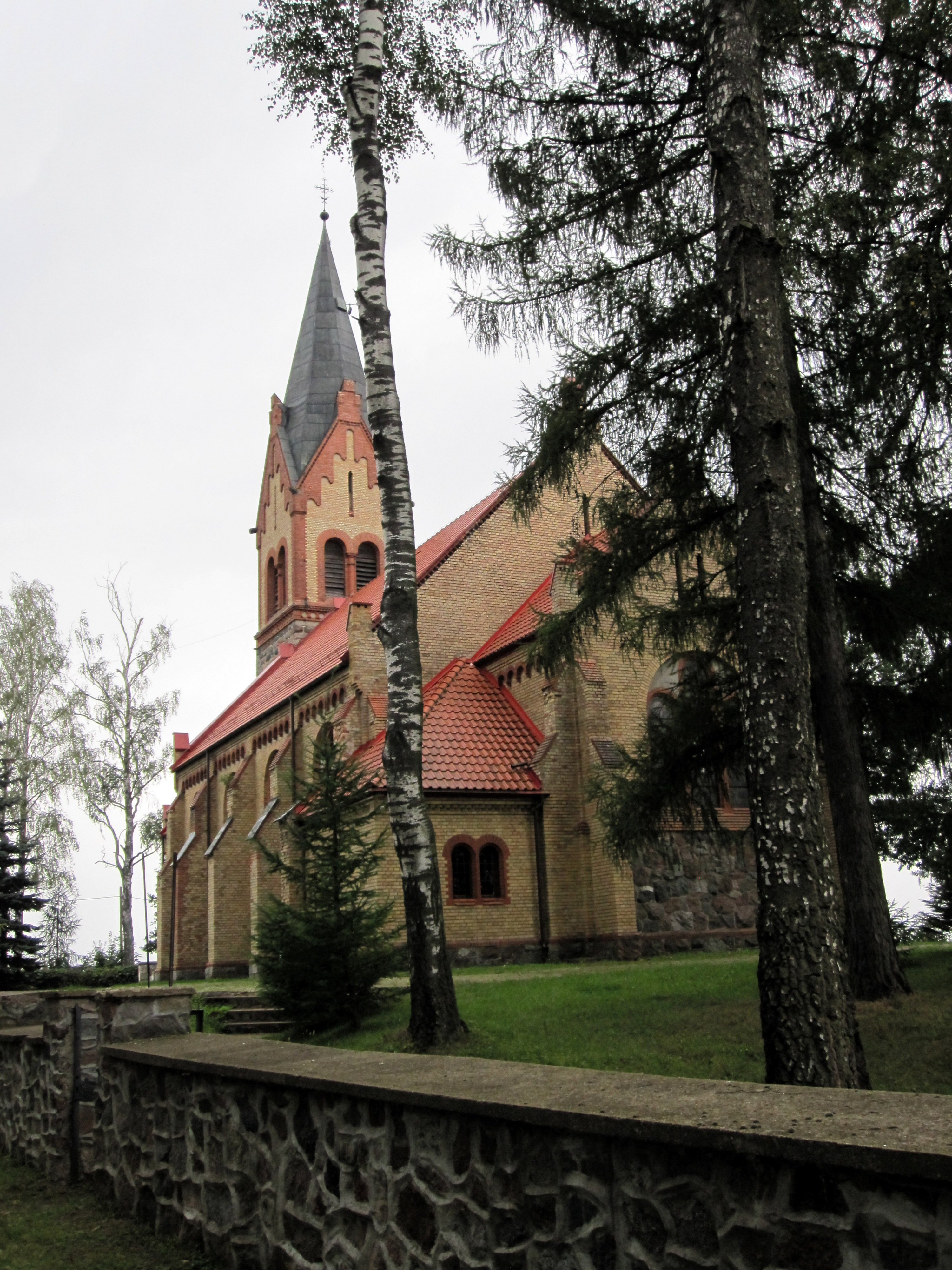
Kirche in Bajtkowo von Südosten

### Kirchengebäude
Die Baitkowener Kirche wurde im Jahre 1895 eingeweiht. Es handelt sich um ein neugotisches Bauwerk mit Ostapsis und Sakristeigebäude. Bis 1945 war sie Pfarrkirche des evangelischen Kirchspiels Baitkowen. Heute ist sie gottesdienstliches Zentrum der römisch-katholischen Pfarrei Bajtkowo und trägt den Namen Kościół Matki Bożej Różańcowej (deutsch Kirche der Mutter Gottes Rosenkranz).

### Kirchengemeinde

#### Evangelisch
Baitkowen war ab 1891 ein evangelisches Kirchdorf. Das Kirchspiel zählte im Jahr 1925 insgesamt 2770 Gemeindeglieder, die in mehr als zwanzig Dörfern, Orten und Wohnplätzen lebten. Die Pfarrei gehörte zum Kirchenkreis Lyck in der Kirchenprovinz Ostpreußen der Evangelischen Kirche der Altpreußischen Union.
Flucht und Vertreibung der einheimischen Bevölkerung ließen nach 1945 die Kirchengemeinde ersterben. Die heute in Bajtkowo lebenden wenigen evangelischen Kirchenglieder gehören zur Kirchengemeinde in Ełk, einer Filialgemeinde der Pfarrei in Pisz (deutsch Johannisburg) in der Diözese Masuren der Evangelisch-Augsburgischen Kirche in Polen.

#### Römisch-katholisch
Die vor 1945 in Baitkowen lebenden Katholiken waren in die Kirche St. Adalbert im Bistum Ermland eingepfarrt. Aufgrund der Neuansiedlung polnischer Bürger besonders aus Ostpolen gelang es, in Bajtkowo eine katholische Gemeinde zu gründen, die ab 1946 das bisher evangelische Gotteshaus als ihre Kirche nutzte. Seit 1970 besteht hier eine eigene römisch-katholische Pfarrei innerhalb des Dekanats Ełk – Matki Bożej Fatimskiej im Bistum Ełk der Römisch-katholischen Kirche in Polen.

## Verkehr

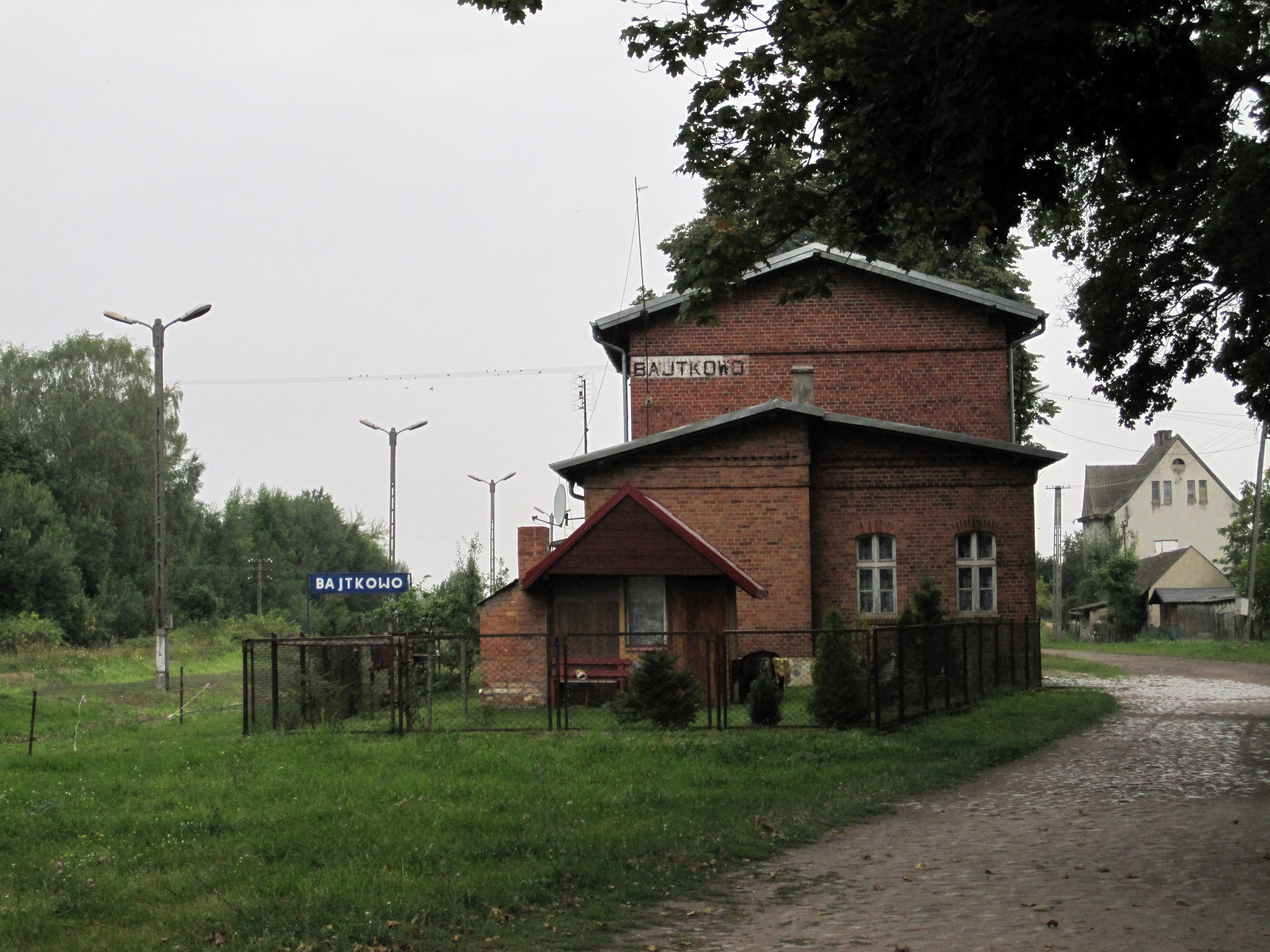
Bahnstation Bajtkowo

Bajtkowo liegt verkehrsgünstig an der Woiwodschaftsstraße 667, die die beiden Regionen Ełk (Lyck) und Pisz (Johannisburg) miteinander verbindet.
Bajtkowo ist Bahnstation an der Bahnstrecke Olsztyn–Ełk (deutsch Allenstein–Lyck), die als Linie 219 von der Polnischen Staatsbahn (PKP) befahren wird.